# Серђо Блажић
Серђо (Sergio) Блажић "Ђосер" (рођен 8. априла 1951. годину у Пули — Пула, 18. јануар 1987) је био југословенски музичар, певач групе Атомско склониште. Каријеру рок-певач почиње у "Хушу" из Пуле и "Бумерангу" од Копра, а након тога постаје члан "Атомског склоништа", са којима је снимио десетак албума.
Умро је 18. јануара 1987, после дуге и тешке болести.

## Дискографија
- 1978: "Не цвикај генерацијо"
- 1978: "Инфаркт"
- 1980: "У времену хороскопа"
- 1981: "Extrauterina"
- 1982: "Ментална Хигијена"
- 1984: "Забрањено Снивање"
- 1985: "Једном у животу"